# Hippasa lamtoensis
Hippasa lamtoensis är en spindelart som beskrevs av Dresco 1981. Hippasa lamtoensis ingår i släktet Hippasa och familjen vargspindlar.
Artens utbredningsområde är Elfenbenskusten. Inga underarter finns listade i Catalogue of Life.